# Teucrium scorodonia
Teucrium scorodonia — вид квіткових рослин з родини глухокропивових (Lamiaceae). Ареал: Австрія, Бельгія, Чехія, Словаччина, Франція (у т. ч. Корсика), Німеччина, Велика Британія, Угорщина, Ірландія, Італія (у т. ч. Сардинія, Сицилія), Нідерланди, Норвегія, Польща, Португалія (у т. ч. Мадейра), Іспанія, Швейцарія, Туніс, колишня Югославія; інтродукований до Швеції, Канади, США, Нової Зеландії, Тасманії.

## Середовище
Населяє світлі ліси та їхні узлісся, пасовища та чагарники, залізничні насипи та росте узбіччя доріг. На нейтральних і кислих, особливо багатих гумусом, вологих і сухих ґрунтах.

## Біоморфологічний опис
Це трав'яниста багаторічна рослина або напівчагарничок з розгалуженим кореневищем і підземними повзучими лускатими відростками. Стебло прямовисне, (10)20–50(90) см заввишки, жорстке, у верхній частині гіллясте, чотиригранне, запушене, біля основи здерев'яніле. Листки черешкові, пластини від трикутно-яйцеподібних до яйцеподібно-еліптичних, зазвичай 5–7 × 3–4 см, неглибоко-серцеподібні біля основи, пилчасті на краю, запушені з обох боків, зморшкуваті з жилками. Суцвіття односторонні, складені з одно-двоквіткових непарних завитків, приквітки коротші за чашечку. Квітки 9–12 мм завдовжки. Чашечка трубчасто-дзвоникова, виразно двогуба, верхня однолопатева, нижня чотиригуба. Віночок 9–11 мм завдовжки, блідо-жовто-зелений, слабоволосистий, трубка віночка циліндрична, червонувата, вдвічі довша за чашечку, нижня губа загнута назад, чітко вигнута. Тичинки виступають із трубки віночка. Плід — коробочка від оберненояйцеподібної до кулястої форми. Цвіте вид з червня по вересень, іноді до жовтня<ref name="botany.cz">.